# 山田成雲
山田 成雲（やまだ じょううん、1951年〈昭和26年〉10月9日 - 2015年〈平成27年〉1月5日）は、山田 バウ、山田 和尚としても知られるボランティア活動家、カヌーイスト。本名は山田 明（やまだ あきら）。

## ボランティア活動家としての顔
リスポンス協会会長として、オゾン層保護活動に取り組む。
阪神・淡路大震災の時、神戸で最大規模のボランティア団体「神戸元気村」の代表者として全国に知られることとなった。震災直後の1月18日には神戸入りし、それまでの環境活動などのネットワークを通じて支援を呼びかけ、1月19日には東灘区御影公会堂ので炊きだし、また、1月23日には松山ユースホステルへ、高齢の被災者を一時避難させるプロジェクトをはじめる。その後、隣接する石屋川公園をボランティアの拠点として「神戸元気村」を立ち上げ、民間ボランティアセンターの先駆けとして活動を行う。
神戸元気村は、はじめの2週間ほどで、被災者支援の20余りのプロジェクトを立ち上げた。
1997年1月、ナホトカ号重油災害では現地にいち早く入り、「ボランティアの結集により解決を図ること」を決断。JCや、社会福祉協議会によびかけ、ノウハウを蓄積するNPOの連携により重油災害ボランティアセンターを立ち上げる。当時の重油災害ボランティアセンターが、その後の災害の度に立ち上がるようになった「災害ボランティアセンター」の先駆けであり、その後の災害時のモデルとなっている。
山田の活動の一部はNEWS23で紹介されたり、その後に、プロジェクトXでも紹介されている。
また、千島学説やソマチッドなどを伝えるための講演活動、きくちゆみらとともに、アメリカ同時多発テロ事件陰謀説をテーマにしたビデオ作品『911ボーイングを探せ』などを広める活動を全国で行った。自身の活動は、NGOであるOPEN JAPAN名義でおこなっている。
2015年1月5日、急性心不全のため死去。63歳没。

## 豪快な号外との関係
2007年に発行されたフリーペーパー「豪快な号外」の呼びかけ人の一人でもある。

## 著書
- 『いのちの力をつかまえろ』（サンマーク出版 ISBN 4763192906, 2000年3月）

## 関連書籍
- 『絶望に効くクスリ―ONE ON ONE (Vol.7) 』（小学館、山田玲司）ISBN 978-4091510921